# لوز خيمينيز
لوز خيمينيز (بالإسبانية: Luz Jiménez)‏ هي عارضة فنية ‏ مكسيكية، ولدت في 28 يناير 1897 في Milpa Alta ‏ في المكسيك، وتوفيت في 1965 في مدينة مكسيكو في المكسيك.